# 编码率
编码率(Code rate)或信息率(information rate) 是指在电信和信息论数据流中有用部分（非冗余）的比例。也就是说，如果编码率是k/n，则对每k位有用信息，编码器总共产生n位的数据，其中n-k是多余的。
如果R是总比特率或数据信令速率（包括包括冗余错误编码），净比特率（除去纠错码的有用比特率）≤ R•k/n 。
例如：卷积码的典型编码率可以为1/2、2/3、3/4、5/6、7/8等，对应每一个、二个、三个等比特后插入一个冗余比特。里德-所罗门分組碼（RS(204,188)）的编码率为188/204，对应每块188字节的有用信息中加入了204 - 188 = 16个冗余字节。
一些纠错码没有固定码率——无码率抹除码。
请注意，测量信息率更常用位/秒单位，这意味除去纠错码，它与“净比特率”或“有用比特率”相等。